# Bonnie Franklin
Pour les articles homonymes, voir Bonnie et Franklin.
Bonnie Gail Franklin, née le 6 janvier 1944 à Santa Monica et morte le 1er mars 2013 à Los Angeles, est une actrice américaine, essentiellement connue pour avoir tenu le rôle d'Ann Romano Royer dans la série télévisée Au fil des jours, de 1975 à 1984.

## Biographie

### Enfance
Née à Santa Monica en Californie, Bonnie Franklin est la fille de Claire et Samuel Benjamin Franklin, banquier d'affaires. Ses parents sont deux immigrants de confession juive, respectivement originaires de Roumanie et de Russie. Sa famille déménage à Beverly Hills alors qu'elle est âgée de 13 ans. Elle sort diplômée de Beverly Hills Highschool en 1961 avant d'entrer à l'Université de Californie de Los Angeles (UCLA).

### Une carrière d'actrice précoce
La carrière d'actrice de Bonne Franklin commence dès l'enfance. À 9 ans, elle apparaît sur le petit écran dans l'émission The Colgate Comedy Hour, puis joue le rôle non crédité d'une enfant dans le film dramatique Le Faux Coupable d'Alfred Hitchcock.

### Premiers succès dans la comédie musicale
Dans les années 1960, elle incarne un personnage d'adolescente typique dans You're the Judge, un court-métrage d'éducation culinaire. Elle débute à Broadway en 1970 et prête sa voix à la chanson éponyme de la comédie musicale Applause, remportant un Tony Award pour son interprétation. Du 22 juin au 2 septembre 1973, elle joue le rôle de Carrie Pepperridge dans Carousel, une production de Richard Rodgers et Oscar Hammerstein, présentée au Jones Beach Theater de Long Island, avec un casting comprenant John Cullum et Barbara Meister.

### La consécration avec la sérieAu fil des jours(1975 - 1984)
Avant de tenir son rôle le plus célèbre de Ann Romano, Bonne Franklin a joué dans d'autres séries télévisées, dont Des agents très spéciaux (The Man from U.N.C.L.E) en 1965 et dans l'épisode Hazel Sits It Out de la série Hazel la même année. Elle tient par ailleurs un rôle semi-régulier dans la série Gidget, diffusée sur ABC de 1965 à 1966.
C'est en 1975 qu'elle gagne en notoriété en devenant la protagoniste de la série Au fil des jours de Norman Lear, qui narre l'histoire d'Ann Romano, mère quadragénaire divorcée, partie refaire sa vie à Indianapolis, accompagnée de ses deux filles. La sitcom aborde des thèmes de société jusqu'alors non traités avec un tel niveau de réalisme. Bonnie Franklin est récompensée par l'obtention d'un Emmy Award en 1982 et de deux Golden Globes pour son rôle d'Ann Romano.
Divorcée du dramaturge Ronald Sossi dont elle fut l'épouse de 1967 à 1970, Bonnie se remarie avec le producteur de films Marvin Minoff en 1980. Le couple restera uni jusqu'à la mort de Marvin, survenue le 11 novembre 2009.

### Rôles et lectures sur scène dramatiques
Après avoir joué le rôle-titre de la comédie musicale Annie du Far West (Annie Get your Gun) en 1988, dans les théâtres de Bucks County Playhouse et de Pocono Playhouse en Pennsylvanie, puis la même année dans Frankie and Johnny in the Clair de Lune au Westside Arts Theatre de Manhattan, la carrière de Bonnie s'oriente vers des rôles plus dramatiques.
En 1998, elle apparaît au Théâtre public de Pittsburgh dans une interprétation de la pièce Qui a peur de Virginia Woolf?. L'année suivante, elle se produit au Théâtre Ford de Washington D.C. pour jouer dans All I Really Need to Know I Learned in Kindergarten.
Par ailleurs, Bonnie Franklin s'adonne à la lecture sur scène de textes pour le regroupement des dramaturges américains contemporains (CCAP) dans la périphérie de Los Angeles, de 2005 à 2010. Elle s'attache à faire découvrir auprès d'un jeune public de lycéens et d'étudiants de nouvelles œuvres littéraires peu connues et à créer un nouveau public pour le théâtre.
En 2011, elle retrouve Valerie Bertinelli, qui jouait l'une de ses filles dans Au fil des jours, et incarne la mère de son compagnon dans le programme Hot in Cleveland.
À partir de 2012, elle fait de nouvelles apparitions sur le petit écran dans la série dramatique Les Feux de l'amour (The Young and the Restless), où elle incarne Sœur Celeste, une nonne qui s'évertue à soutenir Victor Newman.

## Décès
En septembre 2012, Bonnie Franklin annonce par le biais d'un représentant qu'elle souffre d'un cancer du pancréas. Après quelques mois de combat contre la maladie, elle décède à son domicile de Los Angeles, âgée de 69 ans.

## Filmographie

### Cinéma
- 1956 : Le Faux Coupable d'Alfred Hitchcock: petite fille
- 1956 : The Kettles in the Ozarks : Betty
- 1959 : Ils n'ont que vingt ans de Delmer Daves : une fille dans le dortoir

### Télévision
- 1954 : Shower of Stars : Susan Cratchit (épisode "A Christmas Carol")
- 1964 : Mr.Novak : Sally (épisodes How Does Your Garden Grow ? et The People Doll : You Wind It Up, and It Makes Mistakes
- 1965 : Invisible Diplomats : Trudy
- 1965 : Profile in Courage : Deborah (épisode Prudence Crandall)
- 1965 : Karen : Charlotte Burns (épisode Holiday in Ski Valley)
- 1965 : Des agents très spéciaux : Peggy Durance (épisode The Gazebo in the Maze Affair)
- 1965 : Gidget : Jean
- 1965-1966 : Please Don't Eat the Daisies : Dorie
- 1966 : Les Monstres : Janice (épisode Herman's Sorority Caper)
- 1974 : The Law : Bobbie Stone
- 1975-1984 : Au fil des jours : Ann Romano
- 1977 : La croisière s'amuse : Stacy Skogstad
- 1978 : A Guide for the Married Woman : Shirley
- 1979 : Breaking Up Is So Hard to Do : Gail
- 1980 : Portrait of a Rebel : The Remarkable Mrs.Sanger : Margaret Sanger
- 1983 : Your Place...or Mine : Alexandra
- 1987 : Sister Margaret and the Saturday Night Ladies : Sister Margaret
- 1994 : Burke's Law : Theresa St.Claire (épisode Who Killed the Soap Star?)
- 1996 : Almost Perfect : Mary Ryan
- 2000 : Les Anges du bonheur : Carol Anne Larkin (épisode Reasonnable Doubt)
- 2011 : Hot in Cleveland : Agnieszka (épisode Bad Bromance)
- 2012 : Les Feux de l'amour : Sister Celeste